# 正義宮 (羅馬)
正義宮（義大利語：Palazzo di Giustizia），暱稱（意為「醜陋宮殿」），是位於義大利首都羅馬的翁贝托风格建築，為義大利最高法院及司法公共圖書館的所在地。正義宮修建於1888年至1910年，且由於該地地基鬆軟，因此需要一個巨大的混凝土平台支撐。

## 歷史
1871年義大利統一後，政府認為須有能整合上訴法院各分庭、巡迴法院、普通法院（Tribunale）、城市初級法院（preture urbane）等司法機構的建築，議會經過討論後決定選址興建新的司法大樓。時任司法部部長兼掌璽大臣朱塞佩·扎納爾代利因此提議於普拉蒂區的一處顯眼位置興建正義宮，當時該區域已有其他多座新式法院建築陸續興建。
正義宮由佩魯賈建築師威廉·卡爾代里尼設計，興建於1889年至1910年，被認為是羅馬成為義大利王國首都後最宏偉的建築之一；奠基儀式在國王翁貝托一世和扎納爾代利的參與下於1889年3月14日舉行。
正義宮的地點位於沖積土之上，因此興建巨大的混凝土平台來支撐較鬆軟的地基；然而在竣工後仍出現結構不穩定的問題，建築的不平均沉降現象致使正義宮於1970年展開修復工程。
地基開挖的過程中，出土數件包括石棺和陪葬品在內的文物，考古學家於石棺中發現古羅馬年輕女性克雷佩蕾亞·特里法伊娜的骸骨，以及一尊製作精巧、四肢關節可活動的象牙製娃娃（現藏於中央蒙特馬蒂尼博物館）。
1911年1月11日，正義宮在動工興建20年後在義大利國王維多·伊曼紐三世的見證下落成啟用。由於建築物異常龐大的規模、過度的裝飾、建築本身的用途，以及耗時過長且充斥貪腐爭議的興建過程，導致正義宮被大眾冠上帶有貶義的暱稱（義大利語意指「醜陋宮殿」或「惡之宮」）。
義大利議會於1912年4月4日成立「羅馬正義宮建設支出議會調查委員會」調查正義宮預算超支及工程耗時過長的爭議，由5名參議員及5名眾議員組成，並由參議員塞康多·弗羅拉擔任委員會主席；調查委員會於次年4月30日提交調查報告。
1926年至1943年間，義大利法西斯政權將國家防衛特別法庭設於正義宮，並於一樓的第四號大廳 (Aula IV) 舉行公開審訊。

### 連結
1. 1 2 3  . Corte Suprema di Cassazione.   [2025-05-30]. （原始内容存档于2025-05-24） （意大利语）.
2. ↑  Tagliaferri, Alberto. . . 羅馬: Fratelli Palombi Editori. 1994: 57–60  [2025-05-27]. （原始内容存档于2025-05-27） （意大利语）.
3. 1 2   8. 米蘭: Touring Club Italiano. 1993: 672–673. ISBN 88-365-0508-2 （意大利语）.
4. ↑  Zanardelli, Giuseppe. . 羅馬: Forzani e C. 1889 （意大利语）.
5. 1 2  Ravaglioli, Armando. . Roma tascabile (羅馬: Newton Compton). 1995: 26. ISBN 88-8183-220-8 （意大利语）.
6. ↑  . Musei Capitolini - Centrale Montemartini.   [2020-01-09]. （原始内容存档于2025-05-28） （意大利语）.
7. ↑  Guglielmo, Calderini.  (访谈). 羅馬: Casa editrice italiana. 1909 （意大利语）.
8. ↑  . Archivi del Senato del Regno. Senato della Repubblica.   [2025-05-30]. （原始内容存档于2025-05-30） （意大利语）.
9. ↑   (报告). 羅馬: Tipografia del Senato. 1913 （意大利语）.
10. ↑  Franzinelli 2017，第14頁.

### 書籍
- Alberto Manodori Sagredo. . 羅馬: Gangemi Editore. 2007. ISBN 978-88-492-1311-9 （意大利语）.
- Fabbri, Marcello. . 羅馬: Gangemi Editore. 1988. ISBN 978-88-492-0231-1 （意大利语）.
- Franzinelli, Mimmo. . 米蘭: Mondadori. 2017. ISBN 9788804673705 （意大利语）.

## 外部連結
- 维基共享资源上的相關多媒體資源：正義宮

| 先前 馬爾他宮 | 羅馬地標 | 其後 馬西莫柱宮 |